# Salar de Pastos Grandes
Le salar de Pastos Grandes est un salar d'Argentine, situé dans une dépression de la région nord-est de la Puna de la province de Salta, dans le département de Los Andes.
Le salar est distant de 330 kilomètres par route depuis la ville de Salta. On y accède par la route nationale 51, que l'on quitte à hauteur de La Poma, pour emprunter une route secondaire vers Santa Rosa de los Pastos Grandes.
On peut aussi y accéder depuis la gare du chemin de fer General Manuel Belgrano de 
Salar de Pocitos, via la route provinciale 129 (parcours de plus ou moins 60 kilomètres). 
Ce salar recèle de très grandes concentrations de borates, les plus élevées des salars d'Argentine. On y trouve aussi des couches d'ulexite (lithium), de même que dans les formations géologiques du pléistocène entourant le salar.